# Never on Sunday
Nunca en domingo es una película griego-estadounidense de 1960, escrita, producida y dirigida por Jules Dassin. Protagonizada por Melina Mercouri y Jules Dassin.
Galardonada con un premio Óscar en 1961 por la mejor música y canción original (Manos Hatzidakis), y el premio de mejor actriz en el Festival de Cannes de 1960 a Melina Mercouri y Jeanne Moreau.

## Sinopsis
En el puerto de El Pireo, en Grecia, vive Ilya (Melina Mercouri), una independiente y popular prostituta, de espíritu libre y generoso, tanto así que suele invitar a sus clientes a su casa los domingos, solo para agasajarlos con comida, bebida y música, gratis.
En tanto, un solterón intelectual estadounidense de Connecticut, Homer Thrace (Jules Dassin) llega al puerto de visita, buscando las causas de la decadencia de la Grecia de Platón y Aristóteles. Cuando conoce a Ilya, y su forma de vida, saca por conclusión de que ella es el símbolo viviente de las causas de la decadencia, y se propone iniciar una campaña para "salvarla" mediante su educación, lo que le permitirá abandonar la prostitución y encontrar una vida mejor. 
Para comenzar le propone un período de dos semanas —domingos incluidos— para que ella se dedique exclusivamente a estudiar el arte y la filosofía del mundo. Ella entiende que puede ser una buena oportunidad, pero no puede estar sin trabajar en su oficio para mantenerse.  Homer busca una solución económica y la encuentra en "Sin rostro" (Alexis Salomos), un rico proxeneta, que ve la oportunidad de deshacerse de la independiente Ilya, muy admirada por sus prostitutas, a las cuales tiene que mantener aisladas para que no se les ocurran cosas, que lo pudieran perjudicar económicamente. Así, sin saberlo Ilya, Homer financia las dos semanas ofrecidas. No tarda mucho en aparecer un conflicto filosófico entre Ilya y Homer, en la forma de ver la vida.

## Reparto
- Melina Mercouri ...  Ilya
- Jules Dassin ...  Homer Thrace
- Giorgos Foundas ...  Tonio
- Titos Vandis ...  Jorgo
- Mitsos Ligizos ...  El capitán
- Despo Diamantidou ...  Despo
- Dimos Starenios ...  Poubelle
- Dimitris Papamichael ...  Un marinero
- Alexis Solomos ...  No face
- Faidon Georgitsis ...  Un marinero
- Nikos Fermas ...  Camarero

## "Los chicos de El Pireo"
La canción de Mános Hatzidákis galardonada con el premio Óscar 1961, Ta Paidiá tou Peiraiá, que puede traducirse como Los niños de El Pireo, está cantada en su versión original por Melina Mercouri.[cita requerida]
- Datos: Q1423540